# Flysch di Ventimiglia
Il Flysch di Ventimiglia (noto in Francia come Grès d'Annot) è un flysch al tetto delle coperture del massiccio Argentera-Mercantour.
È costituito da una sequenza eocenica di arenarie e peliti stratificate in facies torbiditica.
Le strutture di fondo visibili alla base degli strati indicano direzioni di flusso delle correnti di torbida provenienti da sud; le analisi petrografiche dei clasti all'interno delle torbiditi indica che le sorgenti terrigene di questa formazione sarebbero da attribuirsi allo smantellamento di rocce affioranti appartenenti al blocco sardo-corso.